# 1033 w literaturze
Wydarzenia literackie w 1033 roku.

## Urodzili się
- Anzelm z Canterbury, angielski teolog (zm. 1109)
- Cheng Yi, chiński filozof (zm. 1107)
- Fujiwara no Tadaie, chiński poeta i kaligraf (zm. 1091)